# Rastavica
Rastavica (albanisch auch Rastavicë, serbisch-kyrillisch Раставица) ist ein Dorf in der Gemeinde Deçan im Westen des Kosovos.

## Geographie
Rastavica befindet sich in der Region Metochien, zwischen den Städten Peja und Gjakova, und liegt an den Regionalstraßen R-107 und R-202. Die Grenze zu Albanien ist nur wenige Kilometer entfernt.

## Bevölkerung
Das Dorf hat 1238 Einwohner, von denen sich  1226 als Albaner, sechs als Bosniaken und sechs als andere bezeichneten.
| Zensus    | 1948 | 1953 | 1961 | 1971 | 1981 | 1991 | 2011 |
| --------- | ---- | ---- | ---- | ---- | ---- | ---- | ---- |
| Einwohner | 461  | 505  | 525  | 685  | 931  | 1154 | 1238 |